# Конфалоньери, Федерико
Федери́ко Конфалонье́ри (итал. Federico Confalonieri de Candia; 6 октября 1785, Милан, Австрия, — 10 декабря 1846, Хоспенталь, Швейцария) — ломбардский патриот, один из борцов за освобождение Италии.
Когда австрийцы вновь заняли Северную Италию, Конфалоньери стал одним из непримиримейших противников иноземного господства. Чтобы подготовить страну к борьбе, Конфалоньери заботился о поднятии народного образования и промышленности, устраивал народные школы взаимного обучения, вводил прядильные и ткацкие машины, построил первый пароход в Италии.
Являясь главой ломбардского тайного общества «Союзников», Конфалоньери активно поддерживал отношения с южноитальянскими карбонариями. Когда революционные движения в Неаполе и Пьемонте 1820—1821 провалились, Конфалоньери был арестован и приговорён к смертной казни, заменённой пожизненным заключением. 15 лет тюремного заключения разрушили здоровье и энергию Конфалоньери.